# Velte (Einheit)
Die Velte war ein französisches Maß für Flüssigkeiten, insbesondere für Wein und Branntwein. Trotz der Einführung des metrischen Systems durfte diese Maß als eine Ausnahme weiter genutzt werden. Es wurde auch als Viertel bezeichnet.
1 Velte hatte 7,61 Liter, gerundet wurde sie aber mit 7,6 Liter in der Praxis gebraucht. Somit hatte ein Barrique 228 Liter.
Es galt: Ein Fass, das Tonneau, hatte 4 Barrique, was 40 Veltes zu 8 Pintes entsprach. Die Velte wurde auch 2 englischen Weingallonen gleichgesetzt. In Hamburg wurde die Velte im Wein- und Spirituosenhandel auch Viertel genannt, das aber war gegenüber dem französischen Maß um fünf Prozent kleiner. Das kleinste „Getränkemaß“ in Frankreich, das Roquille, hatte 1/256 Velte (Verge). 1 Roquille war mit 0,029 Liter angegeben.
In Russland hatte die Velte, auch Viertel genannt, 6 Kruschka. 10 Kruschka entsprachen 1 Wedro (Eimer).